# Kongres v Cáchách

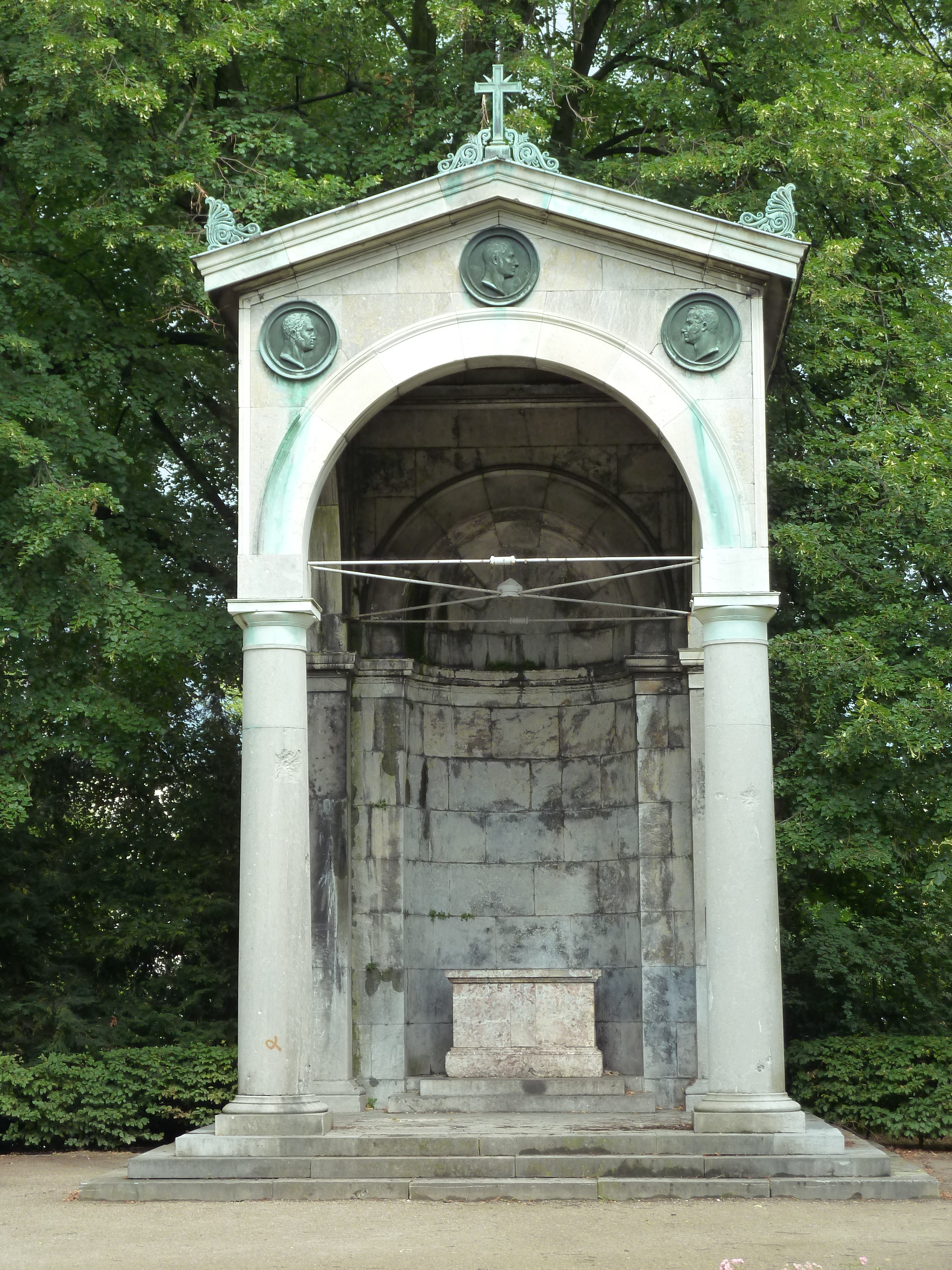
Památník kongresu v Cáchách

Kongres v Cáchách byl setkáním panovníků a ministrů Francie, Pruska, Rakouska, Ruska a Spojeného království, který se konal ve dnech 29.9. – 21.11. 1818 ve městě Cáchy.
Kongres rozhodl o předčasném odvolání okupačních vojsk z Francie (která tam zůstala po Napoleonově prohře) a o jeho vstupu do tzv. Svaté aliance. Byl zde přijat Aachenský protokol, v kterém účastníci oficiálně vyjádřili svou touhu po „udržení míru ve světě“. Kongres také řešil otázky práv židovského obyvatelstva a obchodu s otroky.